# Monte Corvo
Il monte Corvo (2 623 m s.l.m.) è la quarta vetta della massiccio del Gran Sasso d'Italia, posta nella parte settentrionale del massiccio, tra il pizzo d'Intermesoli a est, la dorsale più occidentale del Gran Sasso ad ovest e la Cresta delle Malecoste a sud. 

## Descrizione
Ricade nel territorio dei comuni di Fano Adriano, Crognaleto e L'Aquila;  alle sue pendici si aprono profonde valli di origine glaciale come la Valle del Chiarino (che lo separa ad ovest dalla dorsale occidentale settentrionale della catena) e la Valle del Venacquaro (che lo separa ad est dal Pizzo d'Intermesoli). È una montagna solitaria, possente, isolata e con una lunga cresta, non facile da raggiungere e di conseguenza poco frequentata dagli escursionisti. I percorsi partono a sud da Campo Imperatore, passando per il pizzo Cefalone/Campo Pericoli e la sella del Venacquaro, a nord-ovest dalla bassa valle del Chiarino (Lago di Provvidenza), nel territorio demaniale della frazione aquilana di Arischia, e a nord, da Prato Selva (Fano Adriano).

## Punti di appoggio
Sulle pendici del monte, nel territorio del comune di Fano Adriano,  vi è il “Rifugio del Monte”, molto frequentato dagli escursionisti, che partono prevalentemente da Prato Selva. Tale rifugio è raggiungibile anche da Intermesoli (frazione del comune di Pietracamela), tramite un sentiero lungo e tortuoso.

## Galleria d'immagini

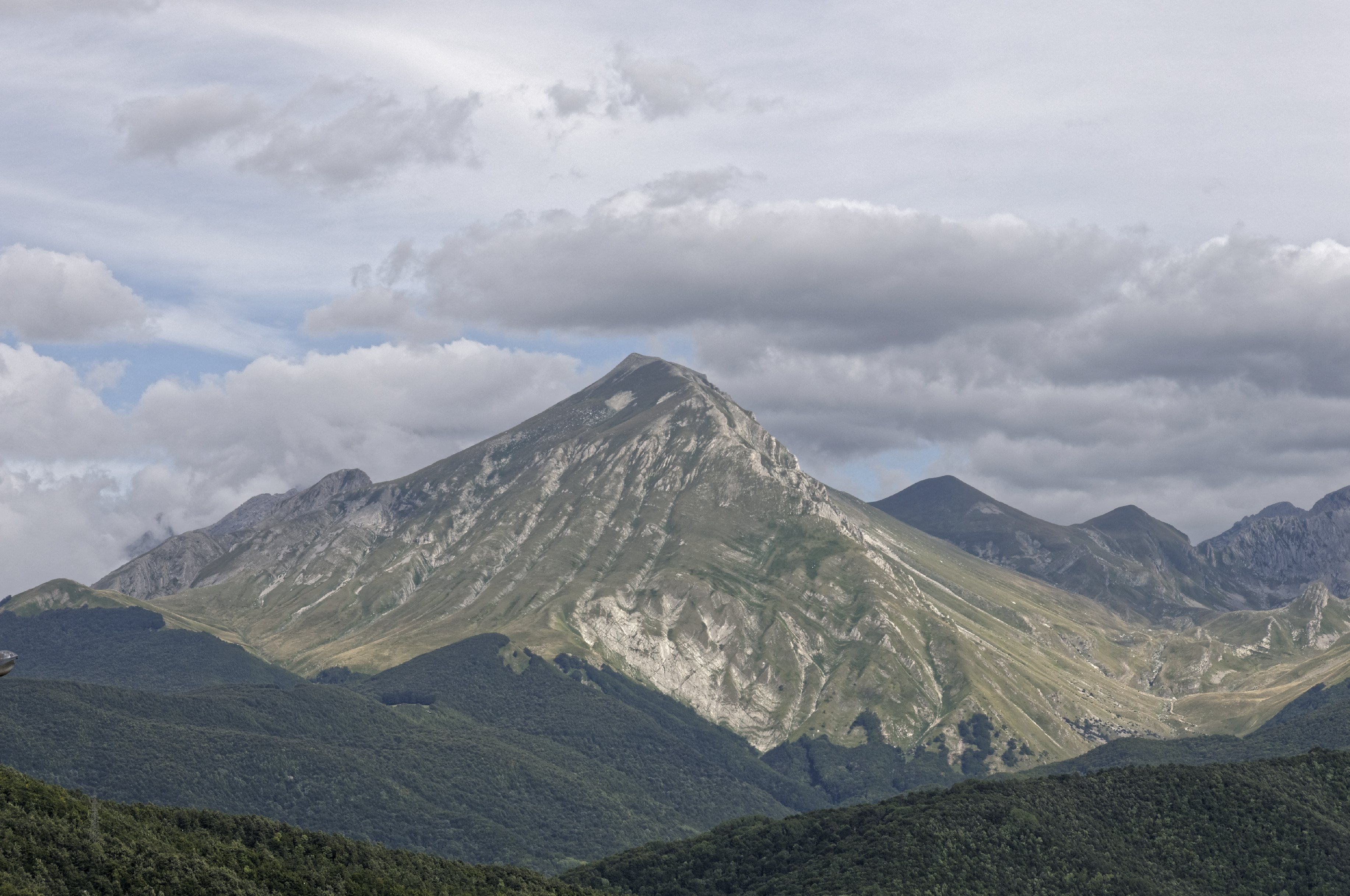
Monte Corvo visto dalla zona di Campotosto
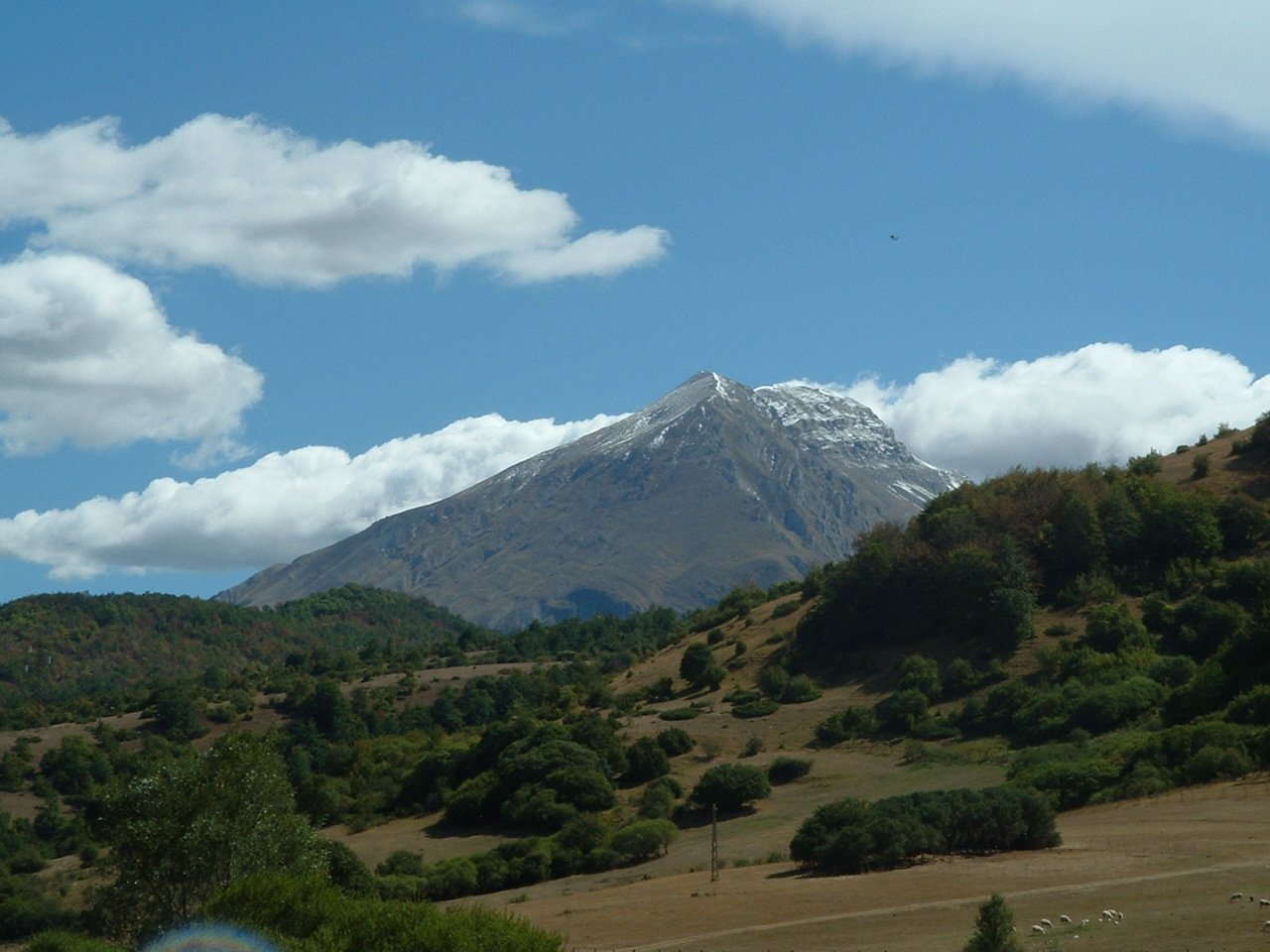
Monte Corvo visto dalla zona del Passo delle Capannelle
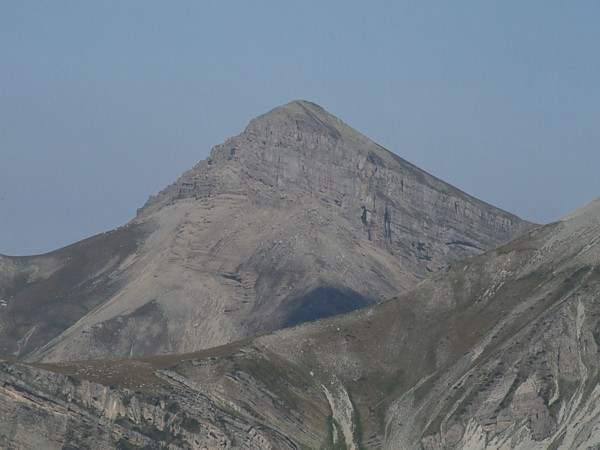
Monte Corvo visto dalla zona di Campo Pericoli